# Thecla guayra
Thecla guayra är en fjärilsart som beskrevs av Jörgensen 1935. Thecla guayra ingår i släktet Thecla och familjen juvelvingar. Inga underarter finns listade i Catalogue of Life.